# Альменно-Сан-Бартоломео
Альменно-Сан-Бартоломео (итал. Almenno San Bartolomeo) — коммуна в Италии, расположена в области Ломбардия, подчиняется административному центру Бергамо (провинция).
Население составляет 5364 человека, плотность населения — 515 чел./км². Занимает площадь 10,42 км². Почтовый индекс — 24030. Телефонный код — 00035.
Покровителями коммуны почитаются святые апостол Варфоломей, празднование 24 августа, и  Тимофей.